# 中国民主制度

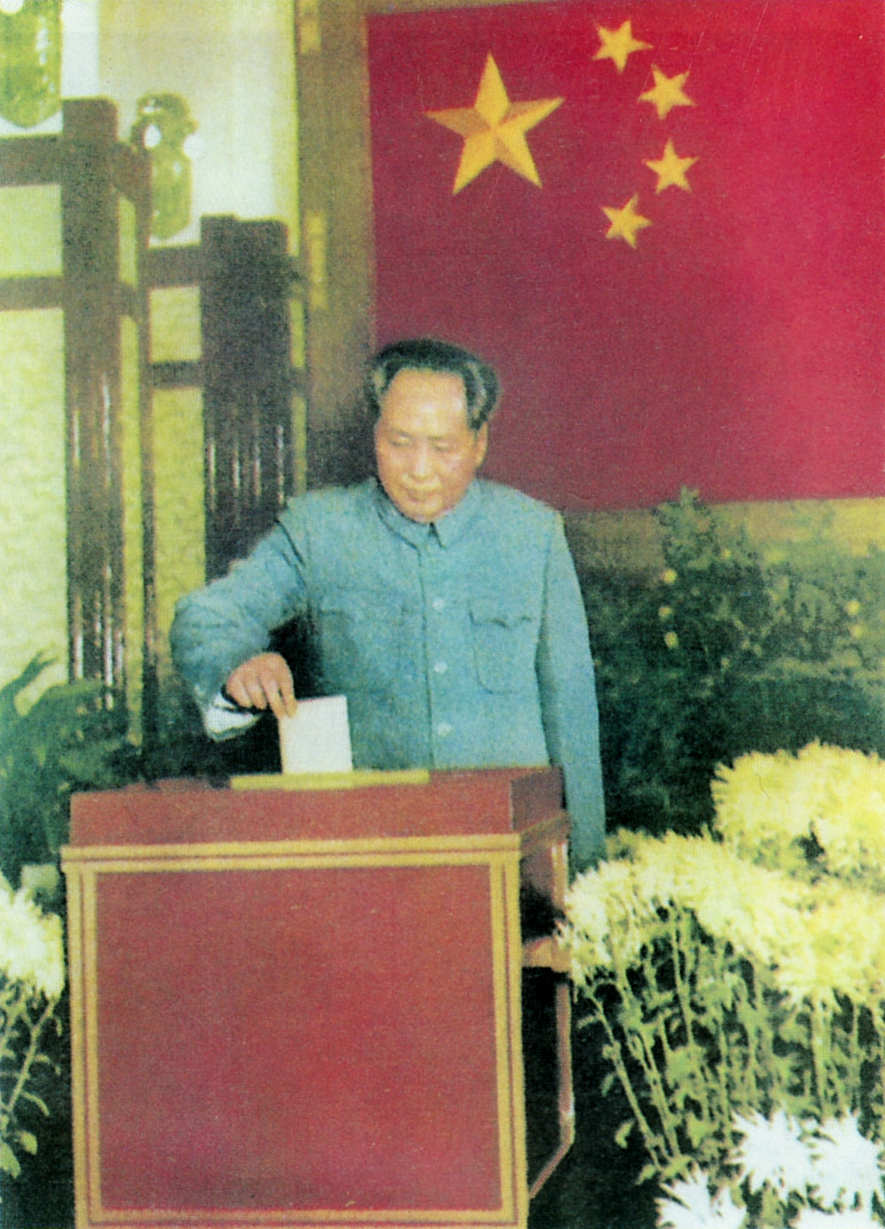
毛泽东正在投下他的一票，摄于1950年

自19世纪以来，民主及民主制度就一直是中国政治中一大焦点论题。中华人民共和国自1949年成立以来从未采取西方式的自由民主制，但中华人民共和国政府及中国共产党均在官方层面上规定中国是一个民主国家。一部分观察家认为中国是一个威权或新威权的一党制国家，甚有者稱中国实际是獨裁政體。
中华人民共和国宪法称该国政府实行“人民民主专政”。此外，宪法还称“中国共产党领导是中国特色社会主义最本质的特征。禁止任何组织或者个人破坏社会主义制度”，这使得中国共产党完全垄断了政治权力，一切反对中国共产党领导的反对党皆在宪法层面上不合法。目前，中国存在八个合法参政党，但这八个民主党派都必须承认中国共产党的领导地位。中国共产党说中国实行“社会主义民主”制度，其中中国共产党是领导核心，代表人民的利益。
但在国际上，中国被认为是最不自由的国家之一，具体而言，言论自由、结社自由及宗教自由都受到执政党和政府的严格限制；中国公民对党和国家领导人的选举过程没有任何发言权，审查制度遍布各行各业，抗议活动遭到严重打压。這些狀況在2022年習近平第三次連任中共中央總書記後越發嚴重，自由之家指相關情況正達到「目前幾十年來從未有過的程度」。
2014年，中国共产党总书记习近平在访问欧洲时表示多黨制在中国行不通，他具体分析道：“君主立宪制、复辟帝制、议会制、多党制、总统制都想过了、试过了，结果都行不通。最后，中国选择了社会主义道路。”随后，习近平进一步加强了中国共产党对政府的控制，并于2018年将习近平新时代中国特色社会主义思想加入中国共产党章程和中华人民共和国宪法中，称其为中国特色社会主义的下一个阶段。同年，第十三届全国人民代表大会通过修宪终结了邓小平时代以来的 “废除干部领导职务终身制”。
2022年10月23日，习近平在中共二十届一中全会上开启最高领导人的历史性第三任期，继续担任中共中央总书记和中共中央军委主席这两个最具有权力的职务。2023年3月10日，习近平又在十四届全国人大一次会议上第三次当选为中华人民共和国主席，是中华人民共和国历史上第一位任期超过十年的国家主席，任期超越包括毛泽东在内的历任国家主席。